# ローレンス (DD-8)
|          |                                                   |
| 艦歴     |                                                   |
| 発注     |                                                   |
| 起工     | 1899年4月10日                                     |
| 進水     | 1900年11月7日                                     |
| 就役     | 1903年4月7日                                      |
| 退役     | 1919年6月20日                                     |
| その後   | 1920年1月3日に売却、商船に転換                    |
| 除籍     | 1919年9月19日                                     |
| 性能諸元 |                                                   |
| 排水量   | 430トン                                           |
| 全長     | 248 ft 3 in (75.67 m)                             |
| 全幅     | 22 ft 3 in (6.78 m)                               |
| 吃水     |                                                   |
| 機関     |                                                   |
| 最大速   | 30ノット (56 km/h)                                |
| 乗員     | 士官、兵員72名                                    |
| 兵装     | 3インチ砲2門、 6ポンド砲5門 18インチ魚雷発射管2門 |

ローレンス (USS Lawrence, DD-8) は、アメリカ海軍の駆逐艦。ベインブリッジ級駆逐艦の8番艦。艦名はアメリカ海軍の英雄であるジェームズ・ローレンス大佐に因む。その名を持つ艦としては3隻目。

## 艦歴
ローレンスは1899年4月10日にマサチューセッツ州ウェイマスのフォアリバー・シップ・アンド・エンジン社で起工、1900年11月7日にルース・ローレンス（ローレンス大佐の曾姪）によって命名、進水し、1903年4月7日に艦長アンドレ・M・プロクター大尉の指揮下就役した。
第2水雷小艦隊に配属されたローレンスは、大西洋岸沿いに作戦活動を行い、1903年の夏はニューイングランド沖で艦隊探索任務に参加した。12月17日にノーフォークを出航し、冬季演習に参加するためキーウェストに向かった。
1904年にローレンスは水雷訓練艦として士官候補生の巡航を行なった。その後もカリブ海での演習および西海岸沿いの訓練を行い、1906年11月14日にフィラデルフィアで退役した。
ローレンスは1907年7月23日に再就役し、ノーフォーク沖での訓練任務を再開した。12月2日にハンプトン・ローズを出航し、水雷小艦隊と共にカリブ海、南アメリカでの冬季艦隊訓練を行った。1908年4月28日にサンディエゴに到着し、8日後に「グレート・ホワイト・フリート」の1艦としてサンフランシスコを出発、サンフランシスコ湾に向かった。続く4年にわたってローレンスは第3水雷小艦隊と共に太平洋での作戦活動に従事し、カナダの沖合からパナマまでを巡航し、艦隊演習に参加した。1912年6月1日から1914年4月23日までローレンスは予備役として保管された。
任務に復帰すると4月25日にサンフランシスコを出航し、メキシコ革命の期間中、沿岸の巡視とアメリカ人を始めとする外国人の保護任務に従事した。9月12日にメア・アイランドに帰還し、再び予備役となった。
アメリカ合衆国の第一次世界大戦参戦後、ローレンスは1917年6月13日に再就役し、沿岸防衛隊に配属される。7月29日にパナマのバルボアに到着し、パナマ運河地帯の防衛任務に従事した。その後1918年5月30日にキーウェストに向けて出航、到着後は沿岸護衛および巡視船としての任務に従事した。第一次世界大戦の休戦後、ローレンスはフィラデルフィアへ向かい1919年2月1日に到着した。ローレンスは6月20日に退役し、1920年1月3日にフィラデルフィアのジョセフ・G・ヒトナーに売却された。